# Face To Face (singel ATB)
Face To Face – pierwszy singel André Tannebergera z albumu Contact. Został wydany 15 stycznia 2014 roku i zawiera trzy utwory.

## Lista utworów
| Nr | Tytuł                               | Długość |
| -- | ----------------------------------- | ------- |
| 1. | Face To Face (Junkx Remix)          | 6:23    |
| 2. | Face To Face (ATB's Anthem Version) | 5:28    |
| 3. | Face To Face (Rudee Remix)          | 6:51    |